# سیارک ۱۹۱۲۷
سیارک ۱۹۱۲۷ (به انگلیسی: 19127 Olegefremov، نامگذاری:1987QH10) نوزده هزار و صد و بیست و هفتمین سیارک کشف شده‌است که در ۲۶ اوت ۱۹۸۷ کشف شد.
قدر مطلق سیارک برابر ۱۲٫۳ است.